# Piltti
Piltti är en ö i Finland. Den ligger i sjön Ponsträsk och i kommunen Björneborg i den ekonomiska regionen  Björneborgs ekonomiska region  och landskapet Satakunta, i den sydvästra delen av landet, 230 km nordväst om huvudstaden Helsingfors. Öns area är 1,4 hektar och dess största längd är 210 meter i sydöst-nordvästlig riktning.